# 梁潔華
梁潔華（英語：Carina Leung Kit Wah，1960年8月4日—2020年5月26日），出生於香港，前香港無綫電視女演員，前保險公司高級經理人員，其丈夫為著名男藝人黃日華，女兒為藝人黃芷晴。

## 生平
梁潔華早年就讀聖瑪加利女書院，在1979年畢業于第八期無綫藝員訓練班，早期多在綜藝節目《歡樂今宵》中充當「歡樂小姐」，以及參與部份表演節目的演出，後亦參演多部電視劇集，如《上海灘續集》、《花艇小英雄》、《儂本多情》、《工字打出頭》、《都市方程式》、《太平天國》等劇，主要飾演性格刁蠻任性的少女或婦人角色。
1990年，梁潔華隨丈夫黃日華一同轉投亞洲電視，1992年徹底退出娛樂圈。此後，梁潔華轉行任職保險經紀，并專心養育女兒，甚少公開露面。
2014年1月，有媒體稱梁潔華曾於2013年11月底突因不明的急病住院，並傳言其所患的病可能是血癌（白血病）。2016年，梁潔華及黃日華一同應汪曼玲邀請，於有線電視娛樂台訪談節目《星級會客室》中透露自己乃經驗血檢查後，證實患有急性骨髓性白血病，須接受五次化療始逐漸康復。2018年，梁潔華女兒黃芷晴稱梁已接受骨髓移植手術並手術成功。
2020年5月26日下午，因器官衰竭於港怡醫院逝世，享年59歲。

## 婚姻
梁潔華和當時是無綫力捧小生的黃日華從1982年開始拍拖，1988年12月7日，兩人結婚，1990年5月2日誕下女兒黃芷晴。

## 演出

### 電視劇（無綫電視）
| 年 份  | 劇 名            | 角 色              |
| 1979年 | 網中人           | 職員               |
| 1979年 | 名劍風流         | 宮女               |
| 1980年 | 上海灘           | 舞客/劇社人員/妓女 |
| 1980年 | 千王之王         | 小紅               |
| 1980年 | 輪流轉           |                    |
| 1980年 | 親情             | 周彤工友           |
| 1980年 | 上海灘續集       | 秋霞同學/瑪莉      |
| 1980年 | 上海灘龍虎鬥     |                    |
| 1981年 | 前路             |                    |
| 1982年 | 花艇小英雄       | 王威表妹           |
| 1982年 | 萬水千山總是情   | 阿紫               |
| 1982年 | 星塵             | 林燕               |
| 1983年 | 警花出更         |                    |
| 1984年 | 秋瑾             | 小玉               |
| 1984年 | 儂本多情         | 何琪美             |
| 1984年 | 鹿鼎記           |                    |
| 1985年 | 武林世家         |                    |
| 1986年 | 愛情全盒         |                    |
| 1986年 | 神勇CID          |                    |
| 1986年 | 陸小鳳之鳳舞九天 | 孫秀青             |
| 1987年 | 工字打出頭       | 馬潔靈             |
| 1988年 | 都市方程式       | 楊小燕             |
| 1988年 | 誓不低頭         | 陳玉英同事         |
| 1988年 | 太平天國         | 蘇鳳               |
| 1991年 | 打工貴族         |                    |

### 電視劇（亞洲電視）
| 年 份  | 劇 名        | 角 色 |
| 1990年 | 亡命天涯路   |       |
| 1991年 | 上海一九四九 |       |
| 1992年 | 八婆會館     | 阿敏  |

### 電影
| 年 份  | 片 名      | 角 色    |
| 1981年 | 追女仔     |          |
| 1982年 | 彩雲曲     |          |
| 1983年 | 專撬牆腳   |          |
| 1983年 | 我愛夜來香 | 阿喲秘書 |
| 1985年 | 青春差館   |          |